# Polítiques de joventut
Les polítiques de joventut són el conjunt de mesures legals i de govern que duen a terme les administracions públiques, en el sentit més ampli del terme, concebudes i adreçades de manera específica al conjunt de població que, en la seva societat, és considerada com a jove.
La joventut és l'etapa del cicle vital que es troba entre l'adolescència i l'etapa adulta. Dit d'una altra manera la joventut és l'inici o els primers anys de l'edat adulta. La joventut igual que l'adolescència es produeixen una serie de canvis importants i per això també es considera una etapa difícil.
Al tractar-se difícil i de vulnerabilitat els governs dels diferents països del món apliquen una sèrie de polítiques per tal d'ajudar i/o protegir les persones joves. Aquestes mesures es coneixen com a polítiques de joventut.

## Definició i límits del concepte
Les Polítiques de Joventut són el conjunt de mesures i accions de caràcter polític(legals, d'acció de govern, socials, etc.) que impulsa un determinat govern i que afecten de manera directa la població genèricament jove (entre 16 i 30 anys generalment).
Les polítiques de joventut responen a dos tipus de necessitats: en primer lloc, donar resposta a les dificultats que apareixen a la vida dels joves i, en segon lloc, canalitzar les inquietuds dels joves que se senten membres d'un col·lectiu amb identitat pròpia dins de la societat.
Les polítiques de joventut es van implantar al llarg del segle XX en els països més avançats, i són presents avui en dia en la majoria de governs de tota mena de països del món. A l'Estat Espanyol la dictadura franquista va executar unes polítiques de joventut amb les quals pretenia aconseguir la submissió i adhesió dels joves al règim imperant. Amb la fi de la dictadura i la configuració d'un estat autonòmic, la iniciativa política en el camp juvenil s'ha traspassat sobretot a les comunitats autònomes i, en segon lloc, als municipis.
L'Estat es reserva una direcció central política molt genèrica i ambigua, i basada en l'únic article de la constitució espanyola que esmenta explícitament la joventut:
Els poders públics promouran les condicions per a la participació lliure i eficaç de la joventut en el desenvolupament polític, social, econòmic i cultural
Quaranta anys després de la redacció d'aquest article, les polítiques de joventut s'orienten més aviat a promoure l'accés a una plena ciutadania per part dels joves. Això implica millorar la seva qualitat de vida i assumir plenament tant els seus drets com els seus deures. Són, per tant polítiques de transició, perquè donen suport als joves en el seu itinerari cap a la vida adulta, i també són polítiques emancipadores, perquè aquest itinerari es produeix des de la dependència del final de l'adolescència fins a l'autonomia personal que caracteritza un adult emancipat. Dit d'una altra manera, mentre que en el seu origen les polítiques de joventut prioritzaven la conscienciació dels joves sobre els seus drets i deures, actualment les polítiques de joventut centren els seus esforços en l'assoliment real i efectiu d'aquests drets per part dels joves.
L'Estatut de Catalunya de 2006, efectivament, ja consagra unes polítiques de joventut en aquesta segona línia : la de l'assoliment dels drets. Així estableix :
Els poders públics han de promoure polítiques públiques que afavoreixin l'emancipació dels joves, facilitant-los l'accés al món laboral i a l'habitatge per tal que puguin desenvolupar llur propi projecte de vida i participar en igualtat de drets i deures en la vida social i cultural.
La crítica més comuna que es fa a les polítiques de joventut és la distància que existeix entre per una banda, uns plantejaments i uns objectius ambiciosos i, de l'altra, uns resultats escassos i amb poca o nul·la incidència real en la vida dels joves. Alguns analistes qualifiquen les polítiques de joventut com un dels exemples més sagnants de les anomenades polítiques transversals marginals, invisibles tant per al gruix de la societat, com fins i tot per a les administracions i organismes sectorials responsables d'impulsar aquestes polítiques de joventut en els seus respectius àmbits.

## Òrgans polítics de joventut

### A escala mundial
L'organisme depenent de l'ONU (Organització de les Nacions Unides) encarregat d'impulsar polítiques juvenils és l’Organització Internacional del Treball i la Joventut (OIT). Com el seu nom indica, l'OIT es dedica fonamentalment a promoure l'accés dels joves al mercat laboral, i deixa de banda altres aspectes importants de les polítiques juvenils.
L'ONU intenta compensar aquest buit promovent accions sectorials com la declaració del dia 15 de juliol com el dia internacional de les habilitats dels joves. Són accions puntuals que no cobreixen un buit evident : la manca d'una organització d'abast mundial que impulsi les polítiques juvenils de manera integral.

### A escala europea
La Unió Europea impulsa les seves polítiques de joventut a través d'un organisme anomenat coordinador de la UE, responsable d'implementar el full de ruta (o resolució del consell del 26 de novembre de 2018). Aquesta resolució estableix les prioritats europees en matèria de joventut per al període 2019-2027. Tot i que el document té un abast global i està carregat de molt bones intencions, l'experiència deixa clar que la política comuna europea en matèria juvenil bàsicament se centra en els àmbits educatiu i de la solidaritat Nord-Sud : respectivament, el programa d'intercanvi universitari Erasmus + i el cos europeu de solidaritat.

### A escala estatal: l'Estat Espanyol
L'organisme estatal responsable de les polítiques juvenils és l'anomenat INJUVE (Instituto de la Juventud de España), que depèn del Ministerio de Sanidad, Consumo y Bienestar Social. Aquest organisme públic impulsa un conjunt d'ajudes i línies de suport els joves sobretot en matéria d'educació, treball i lleure. Alhora, de l'INJUVE depèn el Observatorio de la Juventud.

### A escala autonòmica: Catalunya
El marc jurídic de la política juvenil catalana és la Llei 33/2010 de l'u d'octubre de polítiques de joventut. En el preàmbul, s'afirma: "Aquesta llei avança, doncs, en el reconeixement de les polítiques de joventut en una triple direcció. En primer lloc, omple el buit normatiu de trenta anys en què la matèria de joventut ha tingut un suport legal escàs i dotar-la d'un cos jurídic i administratiu sòlid, consensuat i participat. En segon lloc, situa el Pla nacional de joventut de Catalunya en el centre de les polítiques de joventut de la Generalitat, dels governs locals i de les entitats i, d'aquesta manera, aconsegueix que aquestes polítiques siguin el fruit d'uns acords i uns consensos de país. I en tercer lloc, crea la Xarxa nacional d'emancipació juvenil, que ha de donar una resposta vàlida de diferents operadors pel que fa a un dels majors reptes de les administracions i de la societat catalana actual: donar als joves totes les oportunitats possibles perquè siguin ciutadans amb tots els drets i amb tots els deures. En definitiva, aquesta llei contribueix a crear un marc que garanteixi la llibertat, la dignitat i el benestar de les persones joves per a construir un futur més just i més lliure. "
Tal com s'explica a la seva pàgina web La Direcció General de Joventut (DGJ) és l'organisme encarregat de definir, organitzar i impulsar les polítiques de joventut de la Generalitat. També és la principal responsable del disseny, coordinació i seguiment del Pla Nacional de Joventut de Catalunya, l'instrument de referència de les diferents administracions i agents socials implicats en l'impuls de les polítiques juvenils arreu del territori. La DGJ està actualment adscrita al Departament de Drets Socials.
Entre les prioritats de la DGJ cal destacar les polítiques d'emancipació juvenil, centrades en els eixos d'habitatge, treball i educació. A més, també incideix en àrees com ara la salut i la prevenció, la cultura, la participació juvenil o el foment de la cohesió social.
Entre les polítiques gestionades directament des de la DGJ cal destacar l'educació en el lleure, la formació de monitors i directors, la regulació normativa de les instal·lacions juvenils i els diferents programes d'estades i vacances. També la promoció de l'associacionisme dels recursos per a entitats juvenils i altres actuacions relacionades amb aquest àmbit, així com els ajuts per a programes internacionals.
La DGJ controla diversos organismes autònoms de funció més específica : 
- L'Agència Catalana de la Joventut, que entre altres funcions gestiona la Xarxa d'Albergs de Catalunya Arxivat 2019-03-06 a Wayback Machine. (la XANASCAT).

- L'Observatori Català de la Joventut, responsable d'elaborar estudis i estadístiques que reflecteixin i analitzin la situació real dels joves catalans i catalanes.

- El Consell Nacional de la Joventut de Catalunya(CNJC). El CNJC està integrat per representants de les principals organitzacions i associacions juvenils catalanes en diversos àmbits (polític, sindical, cultural, esportiu, etc.) i vol representar la veu col·lectiva i plural de la joventut catalana.

L'acció política global de la DGJ es concreta en un document anomenat Pla Nacional de Joventut de Catalunya. Actualment està en vigor el Pla Nacional de Joventut de Catalunya 2020. És un document ambiciós de 242 pàgines que enumera les mesures necessàries per assolir 7 reptes : 
1. Aconseguir l'èxit en la trajectòria educativa de la joventut.
2. Aconseguir l'èxit en la trajectòria laboral de la joventut.
3. Aconseguir l'èxit en la transició domiciliària de la joventut.
4. Promoure la vida saludable en la joventut.
5. Avançar cap a l'autonomia, el desenvolupament personal i la participació en allò col·lectiu.
6. Universalitzar la cultura entre la població juvenil, treballant perquè l'oferta cultural respongui a objectius educatius i socialment cohesionadors.
7. Avançar cap a un nou model de país i de societat cohesionada, vertebrada territorialment, sostenible i innovadora en les formes d'organització col·lectiva.

El Pla Nacional de Joventut de Catalunya 2020 és, doncs, el marc general que les institucions autonòmiques i locals catalanes apliquen en matèria de polítiques juvenils avui en dia. Són un conjunt de mesures que afecten d'una manera transversal tota l'acció política en el sentit més ample del terme i fins i tot va més enllà, perquè vol incidir també en aspectes com la construcció de la identitat de l'individu.

### A escala municipal
Els municipis, els consells comarcals i les diputacions també tenen atribuïdes competències en l'àmbit de les polítiques juvenils. Per tant, en major o menor mesura, els ajuntaments i les entitats supramunicipals esmentades desenvolupen organismes que s'encarreguen d'impulsar projectes polítics propis a l'entorn de la joventut. Existeixen models diversos : molts ajuntaments tenen una regidoria específica de Joventut, que ordinàriament és ocupada per un regidor/a menor de 30 anys. En d'altres casos, existeix una comissió transversal formada per responsables de diverses àrees de govern. En qualsevol cas, tot ajuntament de ciutats mitjanes o grans plasma les prioritats en política juvenil en un document o full de ruta anomenat Pla Local de Joventut. Examinem breument quatre exemples : Barcelona, Tarragona, Reus i Valls. En qualsevol cas, la majoria d'institucions municipals segueixen pautes de treball i línies-marc establertes per la Generalitat de Catalunya i les diputacions Arxivat 2019-02-15 a Wayback Machine.

#### BarcelonaArxivat2019-02-15 aWayback Machine.
L'ajuntament de Barcelona té la regidoria d'Infància, Joventut i Gent Gran com a responsable de les polítiques juvenils. El seu pla d'actuació és l'anomenat Pla d'Adolescència i Joventut 2017-2021, que estableix quatre eixos d'actuació : 
1. Emancipació, que inclou els àmbits d'educació, ocupació i habitatge.
2. Transformació, que abasta igualtat i participació.
3. Benestar, que afecta les polítiques en salut integral, esport i lleure.
4. Territori, que ateny espai públic, equipaments juvenils i transició ecològica.

#### Tarragona
El Pla local Tarragona jove 2017-2020 és el document on es detallen les línies de treball de les polítiques municipals de joventut en els propers quatre anys. Aquest Pla s'emmarca en les polítiques estratègiques de l'Ajuntament de Tarragona i en el Pla Nacional de Joventut de Catalunya 2020 (PNJC2020).
En aquest pla local, s'explicita que "La conselleria de Joventut vol esdevenir un referent per al conjunt de la ciutadania de Tarragona en l'atenció el jovent. Especialment es pretén que les persones joves disposin de polítiques municipals integrals que donin suport el desenvolupament personal, a la participació activa en la societat i que els facilitin el procés d'autonomia i de desenvolupament del propi projecte de vida".
Els principis rectors del pla Tarragoní són els quatre proposats pel Pla Nacional de Joventut de Catalunya, i n'afegeix dos : "la transversalitat social, que s'integra amb el principi rector de participació, i el gènere, que són d'especial rellança tenint en compte la realitat social i juvenil del municipi i l'estadi inicial de desenvolupament en què es troba la seva política de joventut".
Una de les iniciatives que, aprofitant l'alt índex de coneixement i ús de la xarxa i la informació digital per part dels joves, és la creació de pàgines i portals web amb tota mena d'informacions que poden interessar els joves. L'ajuntament de Tarragona, per exemple, té obert el portal tarragonajove.org.
També és habitual que siguin els ajuntaments els responsables de crear espais de trobada juvenils: els anomenats casals o espais joves. Aquests espais serveixen per fomentar el lleure i la creació cultural entre els joves. L'oferta formativa i l'assessorament en matèria laboral, d'habitatge, etc. també forment part de l'activitat diària d'aquests espais. Serveixi com a exemple l'espai jove Kesse de l'ajuntament de Tarragona.

#### Reus
El Pla Local de Joventut Reus 2016-2020 és un instrument promogut i impulsat per l'Ajuntament de Reus, a través del Departament de Joventut (dins la Regidoria de Participació, Ciutadania i Transparència), que pretén establir un pla d'acció en matèria de polítiques de joventut per als propers anys, donant així continuïtat a les accions i polítiques portades a terme en aquest àmbit durant els darrers anys.

#### Valls
El Servei de Joventut de Valls, depenent de la regidoria de joventut, vetlla per l'aplicació correcta del Pla Local de Joventut 2017-2020. Com veiem, els diversos ajuntaments segueixen la pauta marcada pel PNJC 2020.

## Àmbits d'actuació de les polítiques juvenils
Les polítiques juvenils són necessàriament transversals. Com que atenen àmbits molt diversos i impliquen molts agents socials i polítics diferents, resulta imprescindible un marc general que generi ampli consens. Aquest marc general, el pretén fer a Catalunya el Pla Nacional de la Joventut de Catalunya 2020. Aquest document extens i acurat dibuixa un conjunt de mesures per assolir els reptes a partir del diagnòstic encertat de la situació real de la joventut catalana. Així, seguint els eixos bàsics del PNJC 2020, enumerem els principals àmbits de les polítiques juvenils que ajuntaments, consells comarcals, diputacions i la pròpia Generalitat es fixen.
La política juvenil avui en dia utilitza de manera intensa els canals de difusió digitals, tot i que es mantenen els punts físics informatius. Així, és habitual trobar estands dels organismes de política juvenil en tota mena de fires, i congressos que afecten els joves. Però cada vegada és més habitual que totes les mesures, propostes o simples informacions que puguin interessar els joves es difonguin per la Xarxa. Tots els organismes polítics juvenils disposen de portals webs, perfils de xarxes socials, etc. Serveixin com a exemple :
- jove.cat (Portal Jove de la Generalitat)
- Joves (Portal Jove de l'Ajuntament de Barcelona)
- Tarragona Jove (Portal Jove de l'Ajuntament de Tarragona)
- Joventut Reus (Portal Jove de l'Ajuntament de Reus)
- Valls Jove (Portal Jove de l'Ajuntament de Valls)

### Educació
La majoria de la població jove està en ple procés formatiu. Cal ajudar els joves a triar quin itinerari educatiu volen seguir segons les seves preferències, garantir que tots els joves tinguis les mateixes oportunitats a l'hora d'estudiar, facilitar l'intercanvi escolar transfronterer, afavorir la mobilitat entre ofertes formatives diferents, etc.
Tots els plans d'actuació de polítiques juvenils dediquen un extens capítol al paper clau de l'educació com "la porta obligada a la realització personal i al progrés col·lectiu ; és la palanca que fa possible la superació dels condicionaments personals, socials, econòmics i culturals en origen; és la clau de les oportunitats per superar les desigualtats i per descobrir i aprofitar tots els talents de la societat".
Els principals objectius estratègics de la política educativa juvenil catalana és:
1. Reduir el fracàs escolar, l'abandonament prematura i l'efecte de les desigualtats socials i territorials dins del sistema educatiu.
2. Desenvolupar un oferta formativa de qualitat en tots els nivells del sistema educatiu.
3. Impulsar l'aprenentatge de competències instrumentals, habilitats i valors entre les persones joves i el rol de tots els agents implicats en el procés educatiu.
4. Orientar, apoderar i acompanyar la persona jove en el seu procés educatiu, a fi d'afavorir la realització del seu projecte de vida i la seva autonomia personal.
5. Vetllar per una educació en el lleure de qualitat i accessible a tothom i promoure-la.

### Treball
La transició entre el món acadèmic i el món laboral és sovint complicada: la precarietat laboral de molts joves, la manca d'oportunitats, les condicions de treball abusives...Tot plegat fa dels joves un sector vulnerable dins el mercat laboral. Un dels problemes principals problemes que tenen els joves són les dificultats d'accedir al mercat laboral. Cal destacar que l'Estat Espanyol és el segon estat d'Europa amb la taxa d'atur juvenil més elevada, tot i que les altes taxes d'atur a Espanya afecten en general total la població. Per tant, qualsevol política juvenil rigorosa ha d'incloure una acció clara de protecció especial dels drets laborals dels joves.
Per això, i amb la mateixa importància que l'esfera educativa, el món del treball juvenil ocupa un espai preeminent en els plans d'actuació política juvenil : "L'esfera laboral resulta ser un element central en la configuració de les identitats socials i en les trajectòries d'emancipació de les persones joves. Les polítiques d'ocupació i treball juvenil han de contribuir a fer que els i les joves puguin desenvolupar-se de manera plena en els àmbits personal, econòmic, social i polític. Per això cal que la qualitat del treball juvenil sigui un dels principals reptes a assolir en el camp de les polítiques de joventut."
Com a objectius estratègics, el PAPJ 2017-2020 estableix:
1. Millorar l'ocupablitat de les persones joves per ampliar les seves oportunitats d'accés al treball i la realització del propi projecte professional en igualtat d'oportunitats.
2. Impulsar l'aparició i la continuïtat de projectes d'emprenedoria jove i emprenedoria social.
3. Avançar cap a un model productiu basat en la innovació, el coneixement, la igualtat d'oportunitats i l'equilibri territorial.
4. Fomentar la contractació juvenil atenent les necessitats específiques existents en el col·lectiu juvenil.(nivells de qualificació i experiència professional, diversitat funcional, més vulnerabilitat, etc.)

### Habitatge
L'emancipació dels joves es mesura sobretot per la seva capacitat de poder fer vida independent i fora de la llar dels pares. Per tant, parlar d'emancipació vol dir sobretot facilitar l'accés dels joves a l'habitatge propi, bé en propietat o bé, sobretot, a través del lloguer social i assequible. Aquest és un dels indicadors més clars de polítiques juvenils realment eficaces o no. Per això la desproporció entre l'edat mitjana d'emancipació dels joves dels països més avançats d'Europa (bàsicament els països nòrdics), en oposició a, per exemple, l'estat espanyol, deixa ben clara la diferència entre polítiques juvenils reals i polítiques benintencionades que es queden en les paraules i els documents.
El Pla Nacional de Joventut de Catalunya 2020 situa la política juvenil d'habitatge com el seu tercer gran repte : "el procés de transició domiciliaria, abandonar la casa de la família d'origen i establir-se en una nova llar, esdevé una etapa cabdal en la transició cap la vida adulta. De fet, es percep com el punt de culminació del procés d'emancipació de les persones joves."
Els objectius estratègics en matèria d'habitatge són per a la Generalitat:
1. Impulsar i facilitar l'accés a l'habitatge de lloguer, com a modalitat de tinença més flexible i amb més capacitat d'adaptació a les necessitat juvenils.
2. Vetllar per l'accés, el manteniment de l'habitatge i evitar-ne la pèrdua a les persones joves, especialment aquelles en situació de més vulnerabilitat.
3. Crear i millorar els espais d'informació, mediació, i intermediació entre administració, propietaris, i joves.

### Salut
S'entén com salut el benestar i l'absència de malalties tant a nivell físic, com psicològic i social. L'objectiu bàsic d'una política juvenil solvent serà informar i formar la població jove en l'hàbit d'una vida i una alimentació saludables i en la prevenció del tabaquisme i les drogodependències. Lligat a la salut, també cal tenir cura del foment de l'esport, de l'excursionisme i de la vida a l'aire lliure.
Entren dins el camp de la política de Salut Juvenil un ampli espectre de mesures que volen aconseguir : 
1. La promoció d'hàbits i conductes saludables pel que fa a l'afectivitat, sexualitat i salut mental.
2. La prevenció i reducció de les conductes de risc
3. La millora del coneixement, la percepció d'utilitat i el bon ús dels recursos de salut entre les persones joves.

Els objectius estratègics del PAPJ són:
1. Augmentar l'adquisició de coneixements, hàbits i conductes que contribueixin a la promoció de la salut de les persones joves.
2. Prevenir, atendre i disminuir les conductes de risc associades a la salut en tots els àmbits que afecten les persones joves.

### Participació ciutadana
El foment de la participació ciutadana i de la implicació dels joves en la comunitat que els acull és també un dels pilars de tota política juvenil solvent. Així, a imitació del CNJC, són nombrosos els ajuntaments que impulsen consells locals de a joventut o entitats similars.
Així, el repte 5è del Pla Nacional de Joventut de Catalunya 2020 és "avançar cap a l'autonomia, el desenvolupament personal i la participació en allò col·lectiu de les persones joves."
És interessant observar, tal com recull el PNJC, "que s'ha anat consolidant una tendència que apunta a un canvi generacional en les formes de participació : les generacions més joves sembla que prefereixen formes de participació no convencionals, que són menys institucionalitzades, que es poden fer individualment i on no trobem la mediació d'organitzacions com partits o sindicats"
Els objectius estratègics en matèria ciutadana són:
1. Reduir l'efecte dels factors d'ordre socioeconòmic i individuals (condicions, habilitats) que generen desmobilització.
2. Fomentar una cultura participativa, i la predisposició dels joves a adoptar posicions més actives, compromeses, i crítiques amb el seu entorn.
3. Facilitar canals, eines, infraestructures i espais per fomentar l'organització de les persones joves i canalitzar la seva participació.
4. Promoure l'associacionisme i les diverses formes de participació i organització col·lectiva del jovent.

### Cultura, esport i lleure
Són nombroses les iniciatives polítiques de foment del consum cultural per als joves. La més important, per la seva extensió i implantació, és el Carnet Jove que ofereix la Generalitat de Catalunya.
El Carnet Jove és segurament la iniciativa més reeixida però no pas l'única. El PNJC 2020 estableix com a 6é repte "universalitzar la cultura entre la població Juvenil, treballant perquè l'oferta cultural respongui a objectius educatius i socialment sostenibles".
L'àmbit esportiu ateny tant el vessant de la vida saludable com el de l'oci cultural. En qualsevol cas el seu foment és un objectiu irrenunciable en la política juvenil d'una societat moderna i avançada.
El PAPJ 2017-2020 marca dos objectius estratègics en aquest camp:
1. Augmentar l'accés i el consum cultural crític dels joves, incidint en el trencament de les barreres objectives i subjectives que el condicionen.
2. Potenciar la creació artística i la producció cultural del jovent.
3. Impulsar la llengua catalana i el patrimoni cultural, socials, històric i natural com a eines de dinamització, cohesió i inclusió social.

### Joves i país
El setè i últim repte del PNJC 2020 és l'últim però no pas el menys important : "Avançar cap a un model de país i societat cohesionada, vertebrada territorialment, sostenible, innovadora i inclusiva en les formes d'organització col·lectiva."
Aquest és segurament el repte més genèric i complex de tots els que estableix el PNJC. És especialment important recalcar la necessitat que les polítiques juvenils catalanes abordin la inclusió socials dels joves immigrants. Tant els anomenats MENA (menors estrangers no acompanyats) com, en general, l'àmplia població jove que ha vingut al nostre país en els darrers anys presenten una sèrie de necessitats específiques que cal atendre des de la perspectiva d'una política juvenil integradora i inclusiva. Cal recollir actuacions específiques en matèria educativa, social, cultural, a partir de realitats que són molt diferents, d'entrada, de la nostra.
Per acabar, els objectius estratègics que persegueix el PAPJ 2017-2020 en aquest camp són:
1. Millorar la distribució desigual dels temps socials entre homes i dones.
2. Millorar el tractament informatiu de les persones joves als mitjans informatius i de comunicació.
3. Fomentar el paper de les persones joves com a productores d'informació sobre elles mateixes.
4. Promoure la igualtat d'oportunitats, l'eliminació de desigualtats i la inclusió social de les persones joves.
5. Prevenir, atendre i erradicar les violències que afecten les persones joves.
6. Fomentar l'ús de l'espai públic de les nostre viles i ciutats com a formes d'expressió de la col·lectivitat.
7. Promoure una mobilitat segura, accessible, i sostenible arreu del territori amb perspectiva inclusiva i que tingui en compte les necessitats de desplaçament juvenil.
8. Fomentar un model de vida més sostenible i respectuós amb el medi ambient entre les persones joves.
9. Mantenir una estructura territorial i productiva sostenible, incentivant i facilitant el retorn i la inserció laboral de les persones joves al medi rural.